# Клубний чемпіонат світу з волейболу серед чоловіків
Клубний чемпіонат світу з волейболу серед чоловіків — щорічне змагання серед клубів, яке проводить Міжнародна федерація волейболу.

## Призери
| №     | Рік  | Місце змагань             | Чемпіон                | Віцечемпіон            | Бронза             |
| ----- | ---- | ------------------------- | ---------------------- | ---------------------- | ------------------ |
| I     | 1989 | Парма                     | Максіконо              | ЦСКА Москва            | СА Піреллі         |
| II    | 1990 | Мілан                     | Медіоланум             | Банеспа                | Максіконо          |
| III   | 1991 | Сан-Паулу                 | Месаджеро              | Банеспа                | Медіоланум         |
| IV    | 1992 | Тревізо                   | Медіоланум             | Сіслей                 | Олімпіакос]]       |
| V     | 2009 | Доха                      | Трентіно Воллей        | Скра                   | Зеніт-Казань       |
| VI    | 2010 | Доха                      | Трентіно Воллей        | Скра                   | Пайкан             |
| VII   | 2011 | Доха                      | Трентіно Воллей        | Ястшембський Венґель   | Зеніт-Казань       |
| VIII  | 2012 | Доха                      | Трентіно Воллей        | Сада Крузейро          | Скра               |
| IX    | 2013 | Бетін                     | Сада Крузейро          | Локомотив Новосибірськ | Трентіно Воллей    |
| X     | 2014 | Бетін                     | Білогір'я              | Ар-Райян               | УПСН               |
| XI    | 2015 | Бетін                     | Сада Крузейро          | Зеніт-Казань           | УПСН               |
| XII   | 2016 | Бетін                     | Сада Крузейро          | Зеніт-Казань           | Трентіно Воллей    |
| XIII  | 2017 | Ополе, Лодзь, Краків      | Зеніт-Казань           | Кучине Лубе Чивітанова | Сада Крузейро      |
| XIV   | 2018 | Плоцьк, Ряшів, Ченстохова | Трентіно Воллей        | Кучине Лубе Чивітанова | Факел              |
| XV    | 2019 | Бетін                     | Кучине Лубе Чивітанова | Сада Крузейро          | Зеніт-Казань       |
| XVI   | 2021 | Бетін                     | Сада Крузейро          | Кучине Лубе Чивітанова | Трентіно           |
| XVII  | 2022 | Бетін                     | Перуджа                | Трентіно               | Сада Крузейро      |
| XVIII | 2023 | Бенгалуру                 | Перуджа                | Мінас                  | Санторі Санбердз   |
| XIV   | 2024 | Уберландія                | Сада Крузейро          | Трентіно               | Фулад Сирджан Іран |

## Переможці турніру
| Клуб                          | Титулів | Переможні роки                |
| ----------------------------- | ------- | ----------------------------- |
| Трентіно (Тренто)             | 5       | 2009, 2010, 2011, 2012, 2018. |
| Сада Крузейро (Белу-Оризонті) | 5       | 2013, 2015, 2016, 2021, 2024. |
| Перуджа (Перуджа)             | 2       | 2022, 2023.                   |
| Медіоланум (Мілан)            | 2       | 1990, 1992.                   |
| Максіконо (Парма)             | 1       | 1989.                         |
| Месаджеро (Равенна)           | 1       | 1991.                         |
| Білогір'я (Бєлгород)          | 1       | 2014.                         |
| Зеніт-Казань (Казань)         | 1       | 2017.                         |
| Лубе Воллей (Трея)            | 1       | 2019.                         |

## Найцінніший гравець сезону
- 2009 –  Матей Казійський
- 2010 –  Османі Хуанторена
- 2011 –  Османі Хуанторена
- 2012 –  Османі Хуанторена
- 2013 –  Воллес де Соуза
- 2014 –  Дмитро Мусерський
- 2015 –  Йоанді Леаль
- 2016 –  Вільям Аржона
- 2017 –  Османі Хуанторена
- 2018 –  Аарон Расселл
- 2019 –  Бруну Мосса де Резенде
- 2021 –  Міґель Анхель Лопес
- 2022 –  Сімоне Джаннеллі
- 2023 –  Олег Плотницький
- 2024 –  Воллес де Соуза